# Distração (cognição)
Distração é o processo de desviar a atenção de um indivíduo ou grupo a partir da área desejada de foco e, assim, bloquear ou diminuir a recepção da informação desejada. Distração é causada por: a falta de capacidade de prestar atenção; falta de interesse no objeto de atenção; ou a grande intensidade, novidade ou atratividade de algo que não seja objeto de atenção. Distrações vêm de fontes externas e fontes internas.
Segundos estudos acadêmicos conduzidos pela pesquisadora Gloria Mark da Universidade da Califórnia, disse que cada empregado passa em média 11 minutos em um projeto antes de ser interrompido. E que muda de tarefa a cada 3 minutos e uma vez interrompido, o mesmo demora entre 20 e 30 minutos para retornar com o serviço anterior.